# ザ・そっくりショー
『ザ・そっくりショー』は、1981年10月7日から1982年2月24日までテレビ東京で放送されていたバラエティ番組である。それ以前（東京12チャンネル時代）にも1981年4月16日から同年9月24日まで『ザ・ぼんちのそっくりショー』と題して放送されていた。いずれもヨドバシカメラの一社提供。全43回。
容姿が著名人と似ているいわゆるそっくりさんたちが毎回出場していた視聴者参加型番組で、どれだけ本人とそっくりなのかを本人の目の前で披露していた。

## 放送時間
いずれも日本標準時。
- 木曜 19:30 - 20:00 （1981年4月16日 - 1981年9月24日）
- 水曜 19:30 - 20:00 （1981年10月7日 - 1982年2月24日）

## 出演者

### 司会
- ザ・ぼんち

### 主なゲスト
- 橋幸夫
- 松田聖子
- 河合奈保子
- 榊原郁恵
- 森進一
- 中尾彬
- ほか